# Jezioro Dołgie (gmina Bielice)
Jezioro Dołgie (niem. Langersee) – jezioro w woj. zachodniopomorskim, w pow. pyrzyckim, w gminie Bielice, leżące na Równinie Wełtyńskiej.

## Dane morfometryczne
Powierzchnia zwierciadła wody według różnych źródeł wynosi od 8,5 ha przez 11,2 ha do 18 ha (w 1948 r.).
Zwierciadło wody położone jest na wysokości 22,2 m n.p.m. lub 23,0 m n.p.m. Średnia głębokość jeziora wynosi 1,5 m, natomiast głębokość maksymalna 4,9 m.
Przez Jezioro Dołgie przepływa rzeka Parniczka oraz liczne kanały odwadniające podmokłą okolicę.